# Estische dambond
De Estische Dambond (Estisch: Eesti Kabeliit) is de nationale dambond van Estland. De bond is op 22 april 1990 opgericht, sinds 19 oktober 1991 aangesloten bij de FMJD en een mede-oprichter van de EDC waarvan het hoofdkantoor in Tallinn is gevestigd. 
De bond organiseert jaarlijks het Estsisch kampioenschap en regelmatig internationale kampioenschappen zoals het wereldkampioenschap in 2017, het Europees kampioenschap in 2008 en 2014 en matches om het wereldkampioenschap. 
Het is de bedoeling dat het toernooi om het wereldkampioenschap 2021 vanaf 27 juni in Tallinn wordt gespeeld. 